# Schloss Ostramondra

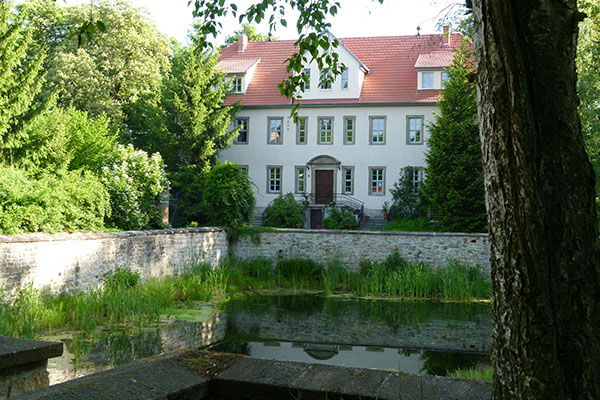
Herrenhaus 2015

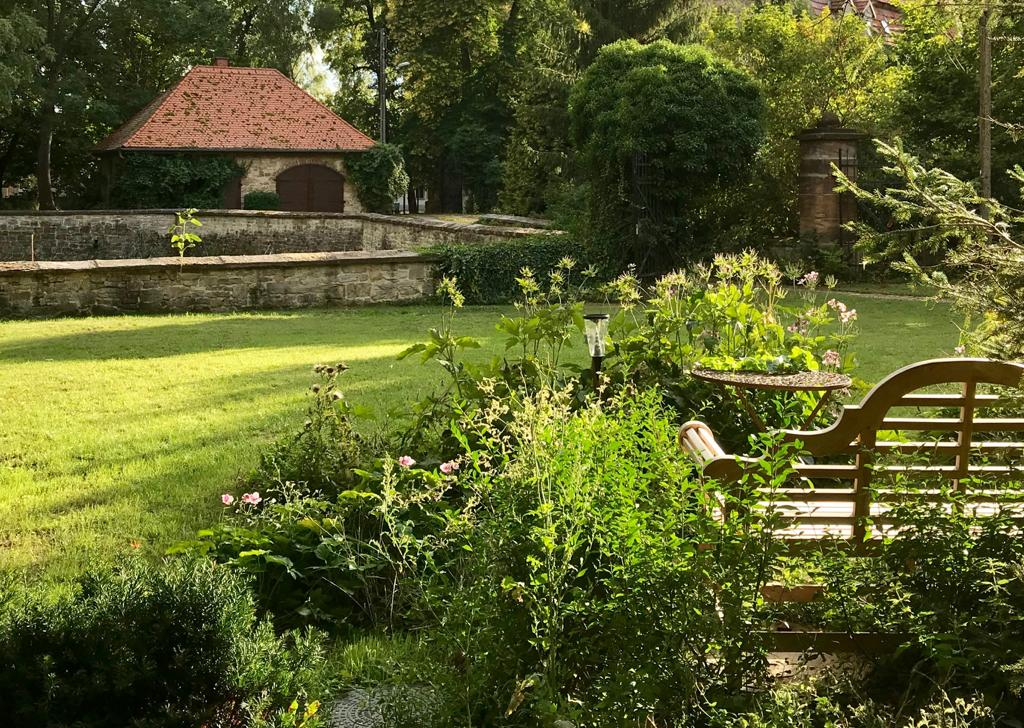
Remise

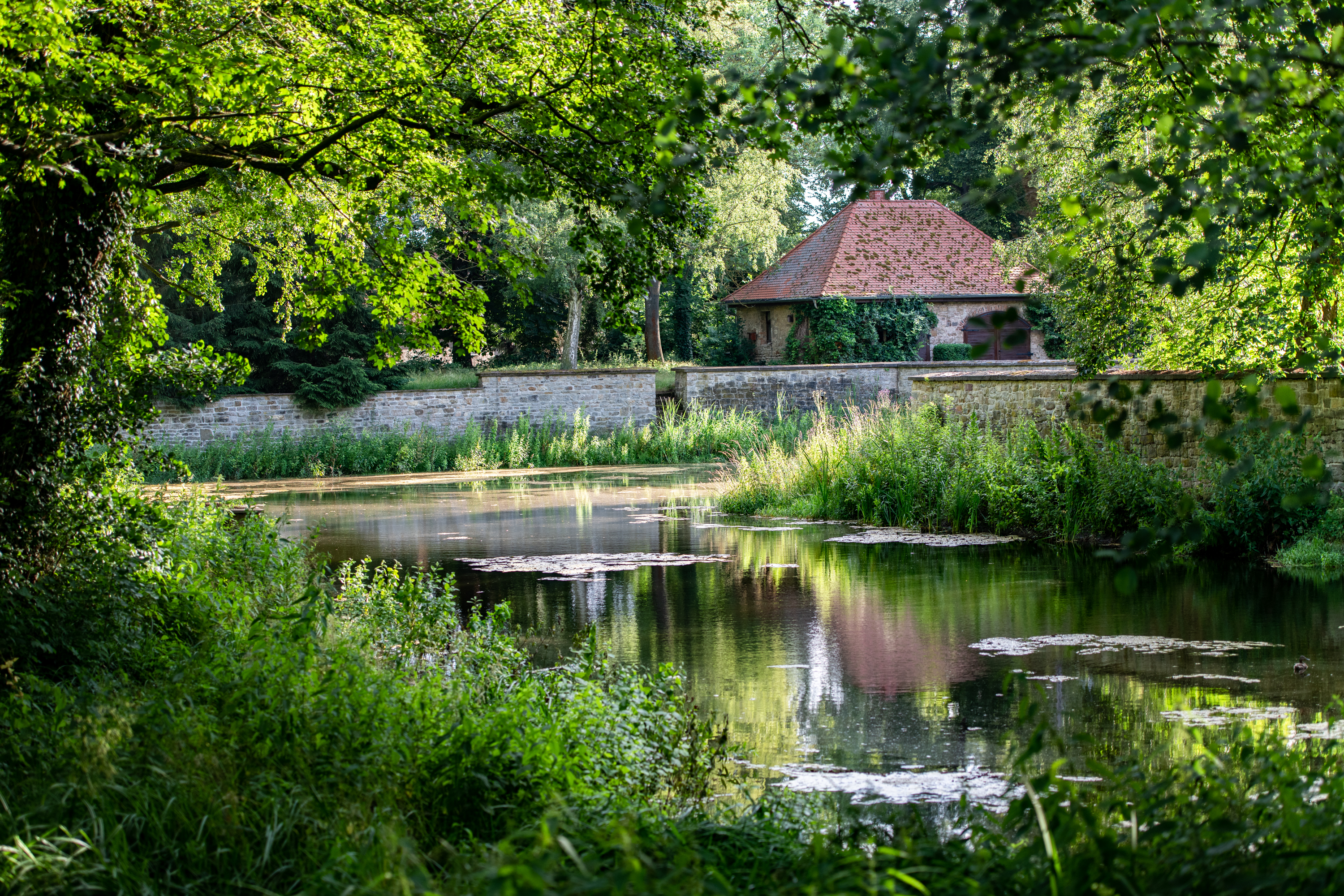
Wallgraben 2020

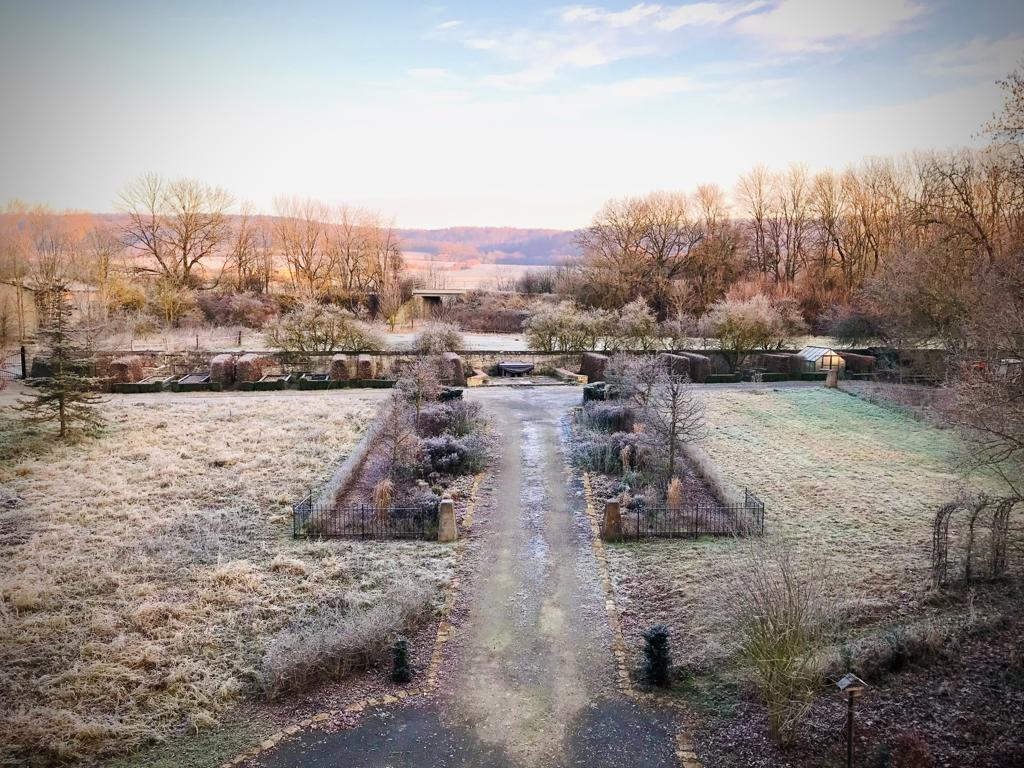
Blick Richtung Norden auf Garten und Hohe Schrecke

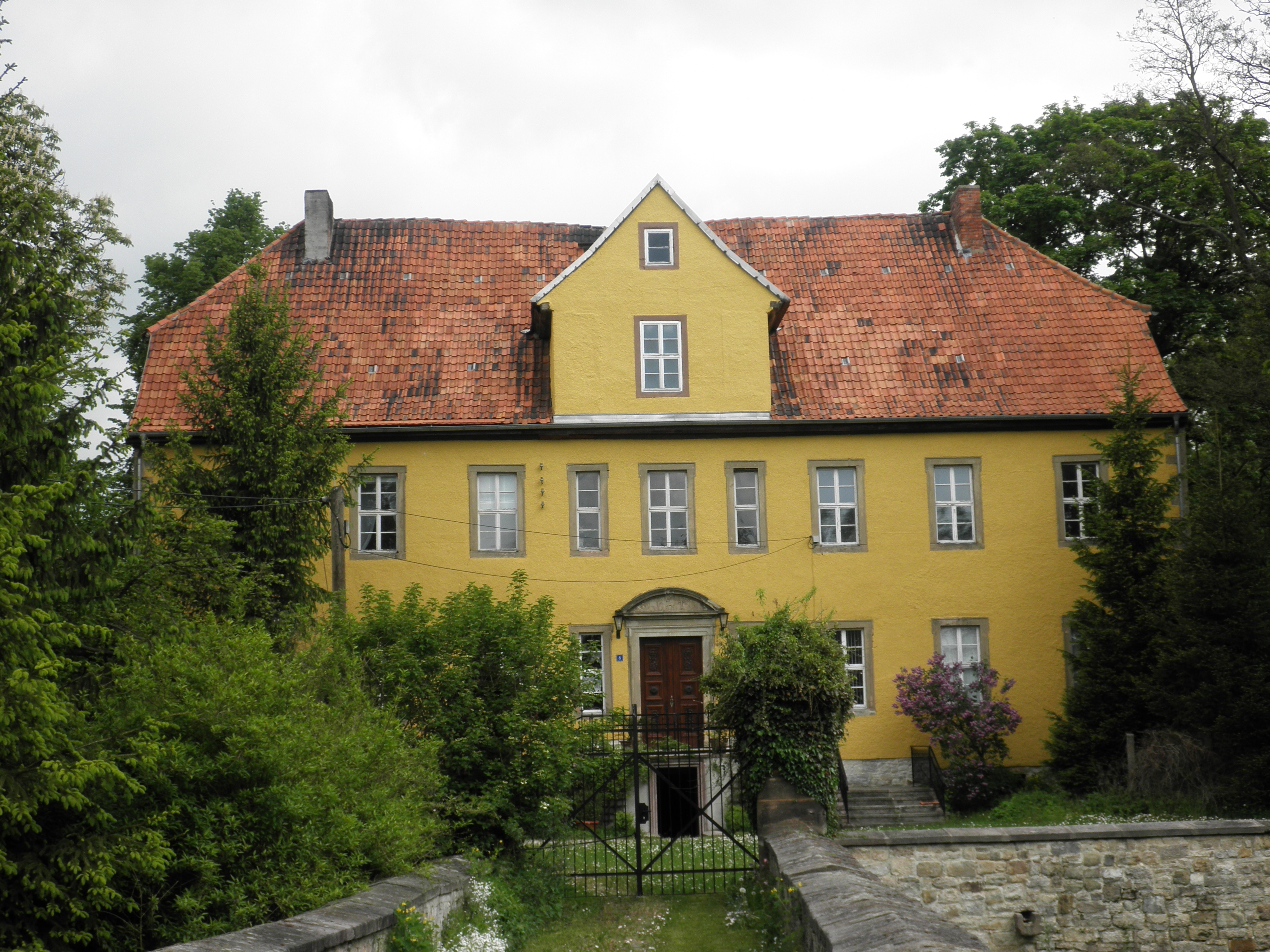
Das Schloss 2007

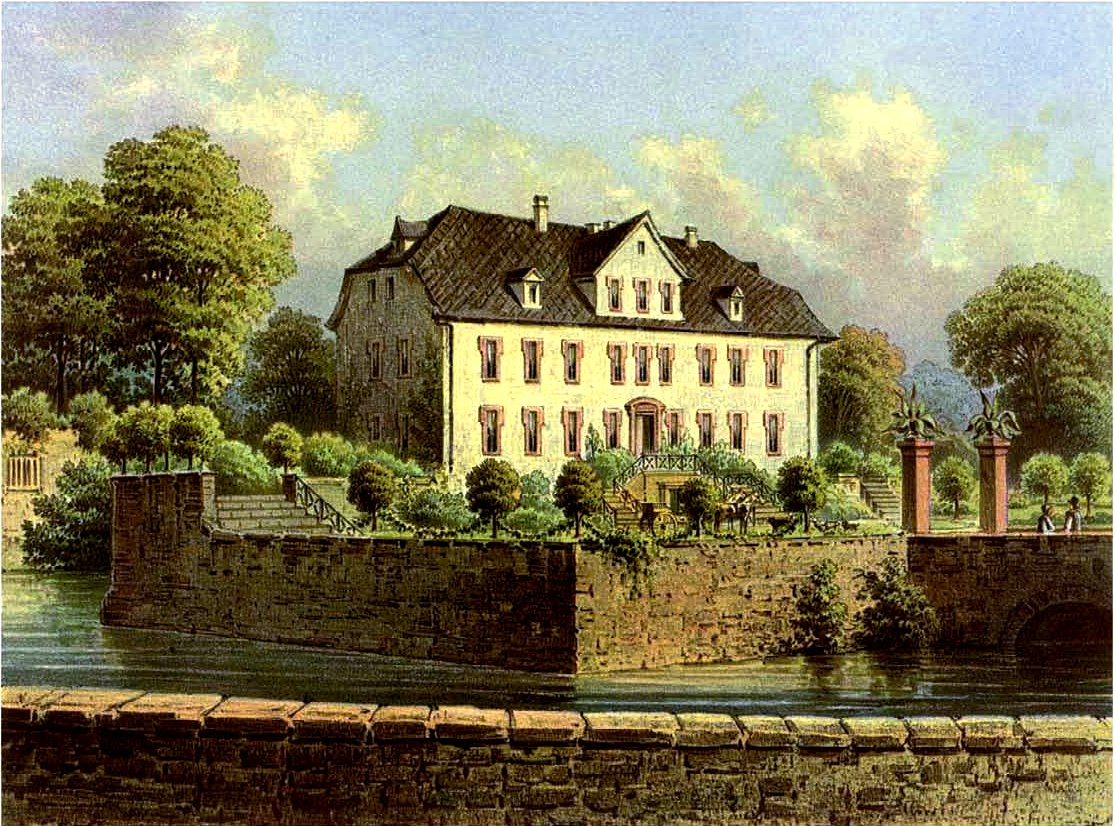
Das Schloss in der Sammlung nach Alexander Duncker, um 1867/68

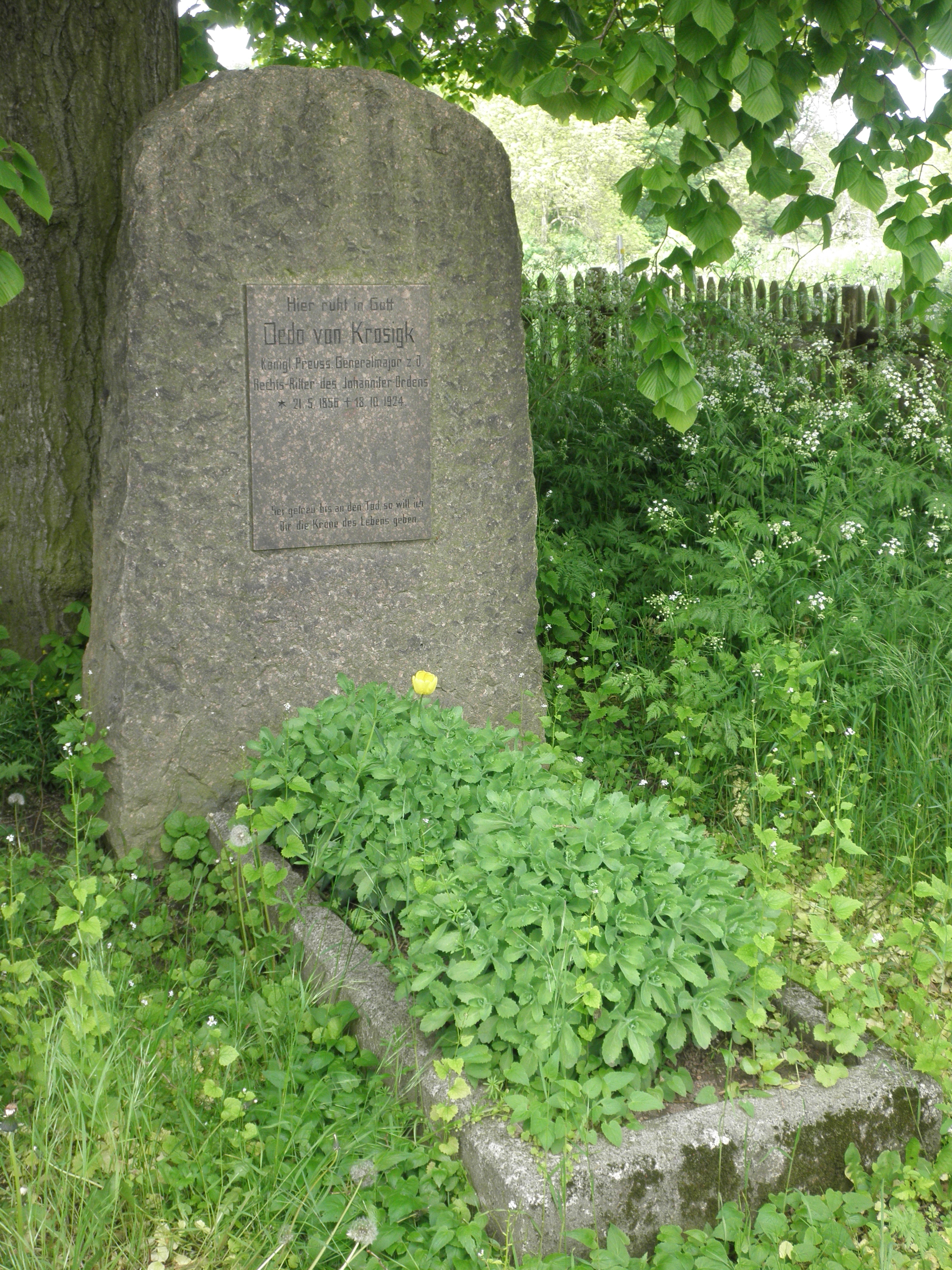
Grab des Generalmajors Dedo von Krosigk

Das Schloss Ostramondra steht in der Gemeinde Ostramondra auf einer ehemaligen Wasserburg am Zusammenfluss des Flüsschens Schafau und dem Krebsbach im Landkreis Sömmerda in Thüringen.

## Geschichte
Die Grafen zu Stolberg stand das Recht zu, Hans Knauth 1461 mit dem Rittergut und 1700 Morgen Land zu belehnen, was eine wirtschaftliche Grundlage zur Pflege der Wasserburg war. Die adlige Familie Knauth hatte Ostramondra bis 1596/1612 im Lehnsbesitz. Es folgten als Besitzer von Schloss und Rittergut die Tangels, ab 1708 Heinrich von Bünau, ab 1770 von Sperling, ab 1829 Schubart sowie dessen Enkel von Müller-Schubart. Aus dieser Familie heiratete eine Tochter in die Familie von Krosigk ein.
Im April 1945 besetzte die US-Armee den Ort. Auch das Schloss wurde besetzt und der letzte Gutsherr Karl-Dedo von Krosigk (1889–1975) und dessen Schwester Elisabeth (1892–1946) ausquartiert. Nachdem die Amerikaner Anfang Juli 1945 von der sowjetischen Besatzungsmacht abgelöst worden waren, wurden die Krosigks entschädigungslos enteignet.
1684 stand ein Wolf Friedrich von T(h)angel zu Ostramondra als kriegerischer Vormund der Sybilla Justine von Tümpling zur Seite. Um 1669 ist ein Caspar Friedrich von Thangel zugleich als Erbe der Hauptsitz seiner Familie in Denstedt, respektive seine Söhne Christoph Friedrich und Ernst Friedrich von Thangel urkundlich. Von 1772 bis 1829 stellte die Familie von Sperling die Besitzer.
1829 kam dann die Wasserburg in bürgerlichen Besitz, nachgewiesen in alten Matrikeln spätestens 1830 zu Händen von Joh. Gottlob Schubardt. Alles veränderte sich. Über den breiten Wallgraben mit ehemaliger Zugbrücke führt jetzt zum Schloss eine mit Steinen gebaute Brücke. Auch innen wurde modernisiert. Familie Schubar(d)t setzte sein Enkel Karl von Müller als Erbe ein, mit der Auflage auch seinen Namen fortzuführen, als von Müller-Schubart. 1864 heiratet Karl Friedrich Adalbert von Müller-Schubart (1840–1881) auf Ostramondra in Weimar Sophie von Bothmer. 1906 weist ein Güter-Adressbuch die Gutsgröße von 353 ha aus, im Besitz, Frau von Müller-Schubert’sche Erben. Die letzten Eigentümer stellte das Adelsgeschlecht von Krosigk. Grundbesitzer wurde der Sohn des Generalmajors Dedo von Krosigk, in erster Ehe mit Emilie von Müller-Schubart (1865–1907) verheiratet, Hauptmann Karl-Dedo von Krosigk (1889–1975). Seine Frau war Emmi von Goeckel, die Hochzeit fand 1915 in Ostramondra statt. Das Ehepaar hatte vier Kinder, zwei Söhne sind als Leutnant 1940 und 1942 im Krieg geblieben.
Zurzeit stehen die Gebäude weitgehend leer. Das Schloss ist restauriert und befindet sich mit dem Park in Privatbesitz.